# 5940 Feliksobolev
5940 Feliksobolev è un asteroide della fascia principale. Scoperto nel 1981, presenta un'orbita caratterizzata da un semiasse maggiore pari a 3,0376750 UA e da un'eccentricità di 0,1042277, inclinata di 11,08424° rispetto all'eclittica.